# Colostygia nigrotaeniata
Colostygia nigrotaeniata là một loài bướm đêm trong họ Geometridae.